# جون برترام ستيرلينغ
جون برترام ستيرلينغ هو مهندس كندي، ولد في 1888 في Dundas, Ontario ‏ في كندا، وتوفي في 1988.